# 薩爾蒂夫卡

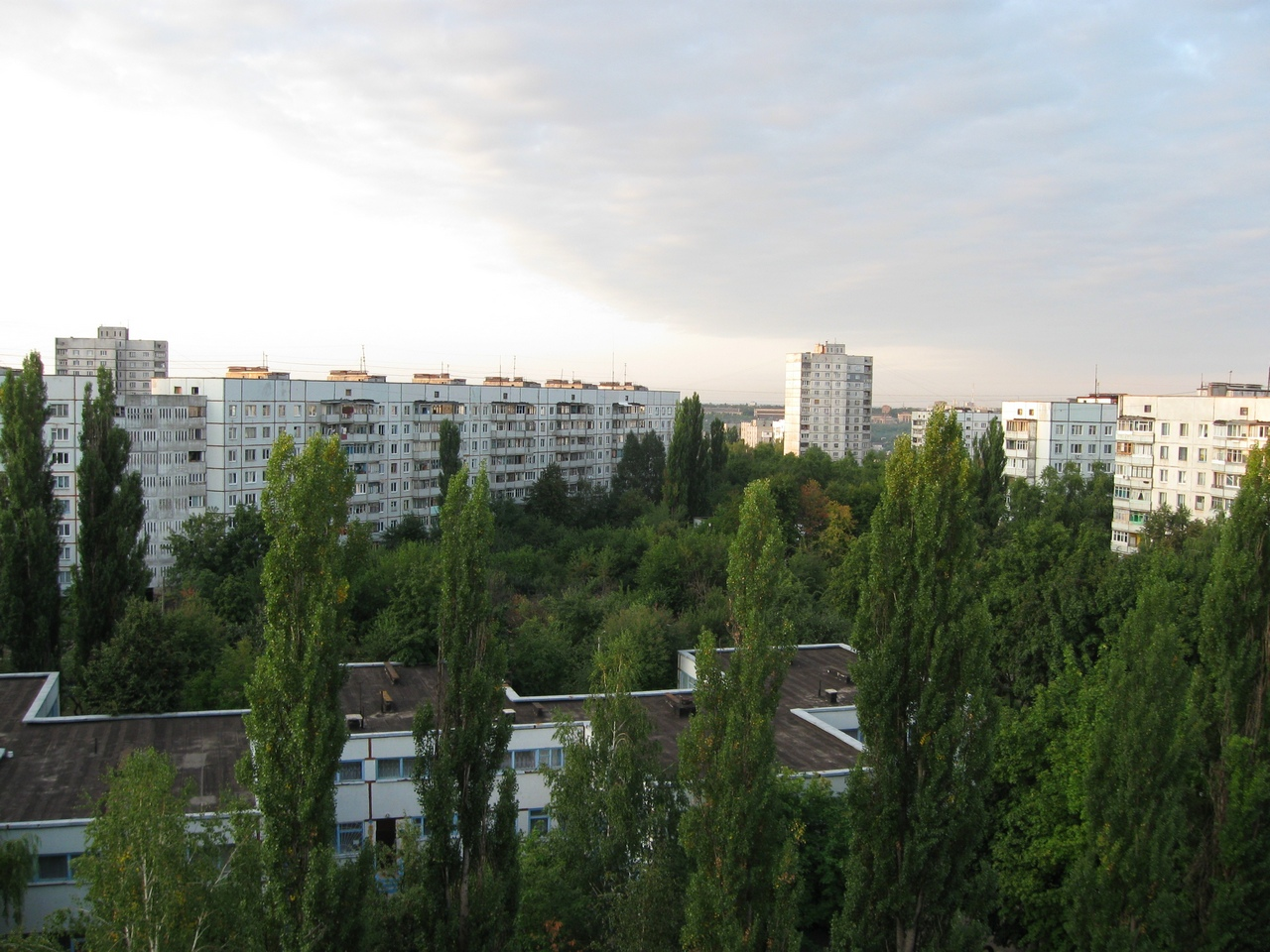
萨尔蒂夫卡624号小区

萨尔蒂夫卡（羅馬化：Saltivka）是位于乌克兰东部城市哈尔科夫东北部的一个大型住宅区。它覆盖了同名萨尔蒂夫卡区的大部分地区，部分延伸到基辅区和內梅什利亞区。它有时被称为萨尔蒂夫卡区块（Салтівский Масив），因为它实现了苏联的城市规划概念，由几个具有相似建筑设计的不同社区组成。尽管被誉为贫困住宅区，房屋陈旧，但哈尔科夫市总人口的三分之一以上居住在萨尔蒂夫卡区域内。 据各种估计，大约有400-800,000人曾经居住在该区域，使其成为乌克兰最大的住宅区之一。
该街区的名称源自通往丘胡伊夫区舊薩爾蒂夫和上萨尔蒂夫的道路。
该地区的边界尚未明确界定，传统上它指的是位于哈爾科夫河及其支流內梅什利亞河之间城市的一部分，尽管有些人可能会将未被苏联高层建筑覆盖的区域排除在外。20世纪60年代之前，萨尔蒂夫卡被称为萨尔蒂夫村，由几个分散的三层建筑小区域组成。
根据苏联在大型工业城市中创建所谓睡城的概念，萨尔蒂夫卡从一开始就被设想为一个纯粹的住宅区。萨尔蒂夫卡几乎没有工业园区，但有许多商店和居民市场。该社区包括乌克兰最大的仓储市场之一，靠近哈尔科夫地铁巴拉巴绍夫院士站。

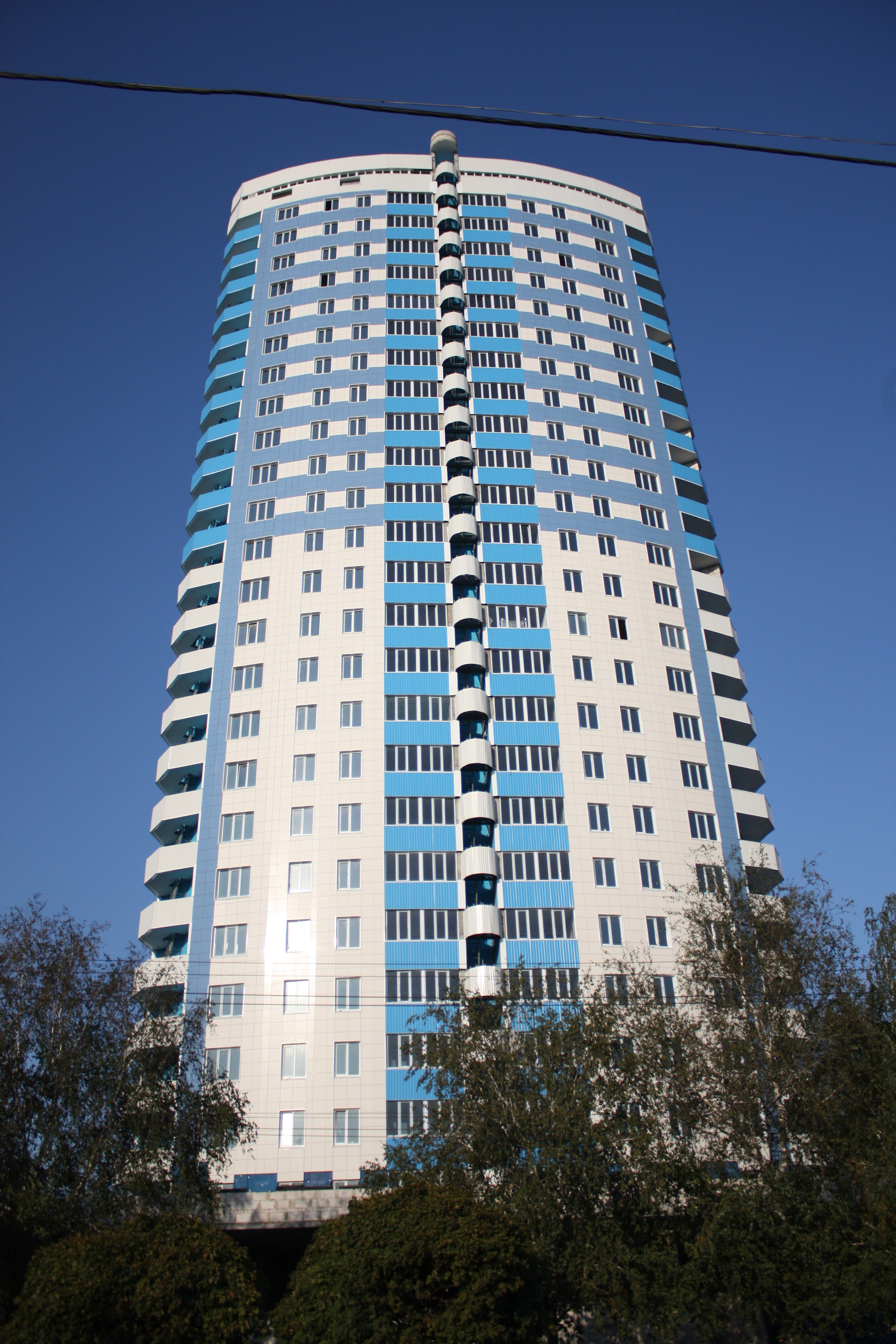
萨尔蒂夫卡为数不多的现代建筑之一，建于2008年

住宅开发由乌克兰国家城市设计研究所于1963年发起。萨尔蒂夫卡的板式住宅建筑通常有9层、12层和16层，更罕见的有5层。独立的高层建筑从1967年开始建造，萨尔蒂夫卡的大部分建筑始于20世纪70年代。自20世纪90年代以来，除学生站和劳动英雄站之外区域，鲜有新增建筑。
在2022年俄罗斯入侵乌克兰期间，萨尔蒂夫卡每天都遭到炮击并严重受损。
萨尔蒂夫卡通过哈尔科夫地铁二号线（即“薩爾蒂夫線”）与市中心相连。四个地铁站及其车库位于萨尔蒂夫卡附近。哈尔科夫有轨电车系统的四条线路为该地区提供额外服务。城市的两个电车站中的其一也位于该地区，它曾是前苏联最大的电车站，面积达20.8公顷，但几乎被俄罗斯的炮击完全摧毁。
还有许多为该地区提供服务的电车、巴士和蘇式小巴车站和线路。

## 著名居民
- 斯特潘：烏克蘭網紅貓

## 图册
- Saltivka residential scene (1) - 2018
- Saltivka residential scene (2) - 2018
- Saltivka residential scene (3) - 2018
- Saltivka residential scene (4) - 2018
- Saltivka residential scene (5) - 2018
- Saltivka residential scene (6) - 2018
- Detail of a typical facade in Saltivka county, 2018
- Saltivka after russian shelling in March, 2022
- Saltivka after russian shelling in March, 2022
- Saltivka after russian shelling in March, 2022
- Saltivka after russian shelling in March, 2022
- Saltivka after russian shelling in March, 2022
- Saltivka after russian shelling in March, 2022
- Saltivka after russian shelling in March, 2022
- 2022年7月，俄罗斯炮击后的人行道。
- 2022年7月，因战斗而损坏的建筑物。
- 2022年7月，一辆卡车警告人们不要走远。